# Gaston Feremans
Jan Jozef Francisca Gaston Feremans (Mechelen, 20 mei 1907 – Berchem, 11 februari 1964) was een Vlaamse postromantische componist, tenor, organist en dirigent.

## Opleiding
Gaston Feremans werd geboren in een muzikaal gezin, dat zijn talent aanmoedigde. Zijn eerste muzieklessen kreeg hij tijdens de Eerste Wereldoorlog van de toen zelf nog zeer jonge Staf Nees (geboren in 1901). Hij liep school in het Sint-Romboutscollege, waar hij vijf jaar kapelorganist was, en waar hij meezong, ook als solo jongenssopraan, in het in 1916 door Jules Van Nuffel opgerichte Sint-Romboutskoor. Vanaf 1917 volgde hij tegelijkertijd les aan het Mechelse conservatorium, onder andere bij August De Boeck. Hij maakte zijn studie aan het Sint-Romboutscollege niet af, en ging in 1924 studeren aan het Lemmensinstituut, toen nog in Mechelen gevestigd. Daar kreeg hij les van directeur Jules Van Nuffel, van Flor Peeters en van Marinus de Jong. Die studie maakte hij wel af, en op 22 juli 1929 behaalde hij de prestigieuze Prijs Lemmens-Tinel. Hij legde ook een staatsexamen voor muziekleraar af, en studeerde, op advies van Van Nuffel, nog lang genoeg aan het Koninklijk Conservatorium Brussel om er een diploma zang te behalen in de klas van Maurice Weynandt. Hij kreeg er ook lessen van August De Boeck en van Paul Gilson (orkestratie), maar door ziekte moest hij zijn verdere studie daar afbreken.
Verreweg het grootste deel van zijn opleiding, en zeker het meest determinerende, kreeg hij dus in het katholiek onderwijs. Hij hield er een onwrikbare religieuze overtuiging aan over, die een van zijn voornaamste inspiratiebronnen zou worden.
Feremans bleef zijn leraren zijn hele leven lang dankbaar. Marinus de Jong, Staf Nees en Flor Peeters getuigen daarvan in hun bijdragen aan Meeuws 1966. En hij had een speciale band met August De Boeck, die hij vereerde.

## Het begin van zijn carrière
Nog tijdens zijn studie en ook daarna trad Feremans regelmatig met succes op als zanger, o.a. in de "Concerts spirituels" in Brussel en voor de radio. Als dirigent trad hij in de zomer van 1930 elf keer op tijdens de Wereldtentoonstelling van 1930 in Antwerpen. Met de financiële steun van de abdis van een karmelitessenklooster in Mechelen richtte hij een groot orkest op, waarmee hij als dirigent vijf concerten gaf. Maar hij moest zijn grootse plannen voor de toekomst met dat orkest opgeven, toen in 1931 die abdis verwikkeld geraakte in een financieel schandaal. Hij richtte dan het Sint-Jansmannenkoor op, voor wie hij zijn eerste mis schreef, de Missa in honorem Sanctae Teresiae a Jesu Infante voor vier mannenstemmen; hij creëerde die in 1931. Inmiddels kreeg hij ook de leiding van het Mechels Gemengd Koor.
In zijn onderhoud voorzag hij door optredens en het geven van privémuzieklessen. Na zijn huwelijk in 1932 verhuisde hij naar Antwerpen, waar hij in contact kwam met onder anderen Willem de Meyer en Jef Van Hoof, musici die de Vlaamse Beweging genegen waren. Naast godsdienst werd Vlaamsvoelendheid zijn tweede grote inspiratiebron.
In deze tijd componeerde hij een aantal liederen, zijn eerste oratorium, Johannes de Doper (eerste uitvoering op 20 december 1934) en een Symfonisch Poëma in memoriam César Franck (eerste uitvoering in november 1935).

## Aalst
Op 30 oktober 1934 werd Feremans benoemd tot directeur van de stedelijke muziekschool van Aalst. Al gauw klaagde hij over tegenwerking van stadsbestuur en Aalsterse muzikanten, over de onverschilligheid van de bevolking en over zijn moeilijke financiële toestand. Hij wilde niets liever dan directeur worden van het Mechels conservatorium, maar de zittende directeur, Godfried Devreese, gaf niet z'n ontslag, wat Feremans gehoopt had.
Toch werkte hij hard in Aalst: hij gaf zelf veel lessen aan de muziekschool, hij was dirigent van het Aalsters Orkest, van het Mechels Gemengd Koor en van het Vlaams Nationaal Gemengd Koor, en hij componeerde.

### Composities uit de Aalsterse periode
In Aalst schreef hij onder andere een tweede oratorium, Maria (1935–1937; eerste uitvoering 4 mei 1937), het Mariaspel De Legende van O.-L.-V. van Hanswijck (voor de 950e verjaardag van de Mariaverering in Hanswijk in 1938), een drietal cantates (waaronder een nooit uitgevoerde  Priester Daens-cantate, 1939), enkele liederen en koorwerken, en vooral zijn enige voltooide Symfonie, in c klein (1935–1936; eerste uitvoering 24 maart 1936).
Voor dat laatste werk kreeg hij kritiek van sommige Vlaams-nationalisten, kritiek die hij afwees met de woorden: "Ik word door hen zowat beschouwd als een vaandelvluchtige, eenvoudig omdat ik me opsluit binnenshuis en zo hard werk als maar mogelijk is. Maar als ik dan dat laatste deeltje mijner symfonie (gebouwd op het Vaandellied van Jef Van Hoof) daarin herlees dan kom ik tot de conclusie, dat ik met dat werk heel wat meer heb gedaan voor de beweging dan zij met tien jaren geroep en geschreeuw van 'Heil en Houzee'." Hij had zich overigens niet helemaal opgesloten: hij was actief betrokken bij de organisatie van het Vlaams Nationaal Zangfeest, waar hij als dirigent optrad tussen 1936 en 1943, en waarvoor hij propaganda maakte met het Vlaamsch Nationaal Gemengd Koor.

## Tweede Wereldoorlog, culturele collaboratie en derepressie

### Publieke activiteiten, culturele collaboratie en de gevolgen ervan
Tijdens de Tweede Wereldoorlog trad Feremans op als dirigent, vooral van het door hem in 1941 opgerichte koor Het Vendel. Daarmee gaf hij concerten in heel Vlaanderen, die zeer succesrijk waren. Maar hij trad daarmee ook op voor organisaties als het Vlaamsch Nationaal Verbond, de Nationaal-Socialistische Jeugd Vlaanderen (NSJV), de paramilitaire Vlaamsche Wachtbrigade en de Duitsch-Vlaamsche Arbeidsgemeenschap (DeVlag), en ook voor de door de Duitse bezetter gecontroleerde Zender Brussel. In deze jaren componeerde hij onder meer strijdliederen als Dietsche jeugd, Mijn volk wordt groot en Het lied der Dietsche vrouwen. Ferdinand Vercnocke schreef hiervoor de teksten.
Met ingang van 1 mei 1941 aanvaardde Feremans, op verzoek van Wies Moens, een benoeming als directeur van de muziekdiensten van Zender Brussel. Samen met zijn koor Het Vendel was hij er betrokken bij de herdenking van de nationaalsocialistische politicus Reimond Tollenaere nadat die op 22 maart 1942, als onderluitenant bij het Vlaams Legioen (Waffen-SS), in Rusland was omgekomen. Feremans gaf zijn ontslag na een reeks conflicten met de bezetter, verliet Zender Brussel op 31 december 1943, en werd weer directeur van de Muziekschool van Aalst.
Kort na de bevrijding, op 9 september 1944, werd hij op beschuldiging van culturele collaboratie aangehouden en opgesloten, eerst in Aalst, later in het hechteniskamp van Lokeren en in de gevangenis van Mechelen. Op 10 mei 1946 werd hij door het Krijgshof van Brussel veroordeeld tot zeven jaar gevangenis en 50.000 frank boete; ook werden hem zijn politieke en burgerlijke rechten ontnomen.  Feremans werd vervroegd vrijgelaten op 23 maart 1947. Bij arrest van het hof van beroep van Brussel op 20 februari 1959 werd hij, na een persoonlijke aanvraag gevolgd door onderzoek door de procureur-generaal, in eer hersteld, waardoor hij terug van zijn burgerrechten kon genieten.
De gevolgen van zijn veroordeling en gevangenschap waren zwaar. Zijn voordien al wankele gezondheid kreeg een zware knauw, want de condities van zijn gevangenschap, met name in Lokeren, waren niet goed. Bovendien was hij zijn betrekking kwijt, want op 6 december 1948 werd hij door de gemeenteraad van Aalst "wegens gebrek aan burgertrouw" ontslagen met terugwerkende kracht tot september 1944. Dat betekende dat zijn financiële situatie zeer precair was (ze zou dat trouwens blijven tot kort voor zijn dood). In de jaren na zijn gevangenschap werd hij daarbij in vele kringen geboycot. Hoe ingrijpend die boycot was, kan worden geïllustreerd met wat er gebeurde met zijn Missa Reginae Pacis. Hij begon die te schrijven in 1940 op verzoek van Jules Van Nuffel, voltooide ze in 1948 en droeg ze logischerwijze aan op Van Nuffel. Van Nuffel was enthousiast, maar werd zo onder druk gezet dat hij het niet waagde ze uit te voeren. En Monseigneur Van Nuffel was sinds 1946 Geheim kamerheer van de paus!

### Een paar belangrijke composities uit die tijd
Tijdens zijn gevangenschap (september 1944 tot maart 1947) heeft Feremans veel gecomponeerd, meer dan zestig werken; het was een van de meest vruchtbare periodes uit zijn hele leven. In Lokeren componeerde hij onder andere de Missa recollectionis (Mis van inkeer), oorspronkelijk voor driestemmig mannenkoor a capella, later bewerkt voor zesstemmig gemengd koor en orgel. Deze mis werd gecreëerd door zijn "Klompenkoor", bestaande uit mede-gedetineerden, in het hechteniskamp van Lokeren op kerstdag 1944.
Ook in Lokeren schreef hij op 10 oktober 1944 zijn bekendste compositie, Gebed voor het Vaderland, op een tekst van zijn mede-gedetineerde Remi Piryns. Het werd oorspronkelijk geschreven in f-klein voor vierstemmig mannenkoor a capella, maar ondertussen is het bekend in talloze bewerkingen. Het is vaste prik op vele Vlaams-nationalistische bijeenkomsten. Het is ook een van de liederen die door sommige linkse flaminganten voorgesteld worden als nationale hymne van Vlaanderen, ter vervanging van De Vlaamse Leeuw met zijn onmiskenbaar Franse stijl en zijn al te bloederig klauwende leeuw.

## Na 1944
Om den brode werd Feremans organist, in 1948 aan de Sint-Augustinuskerk, en van 1951 tot 1962 aan de Sint-Antoniuskerk in Antwerpen, waar hij na zijn gevangenschap woonde. Eveneens om den brode deed hij mee aan muziekwedstrijden:
- 1951 Fantasia: tweede prijs van de wedstrijd uitgeschreven door de Beiaardschool in Mechelen
- 1952 Toccata, Cantileen en Rondo voor piano en blaaskwartet: tweede prijs, van een wedstrijd voor kamermuziek van de provincie Antwerpen
- 1958 Sonatine voor beiaard: Expoprijs van de wedstrijd uitgeschreven door de Beiaardschool in Mechelen
- 1958 Kleine Jaarkrans van Geestelijke en Wereldlijke Liederen: "aanmoedigingspremie buiten wedstrijd" van de Compositieprijs Lodewijk Mortelmans, toegekend door de inrichtende Stichting Noordstarfonds.[18]

Tijdens een verblijf in een sanatorium in 1955 schreef hij zijn oratorium Laudes Valentini. Tien jaar na de oorlog was de boycot langzaam aan het verzwakken en hij schreef dit oratorium in opdracht van de paters Franciscanen, die de 50e sterfdag wilden herdenken van Valentinus Paquay, het "Heilig Paterke van Hasselt" (†1 januari 1905). De première vond weliswaar meer dan een jaar te laat plaats, op 20 februari 1956, in de Onze-Lieve-Vrouwebasiliek van Tongeren, maar het immense succes ervan maakte dat Feremans' naam weer bekend werd. Het avondvullend oratorium, werd in juli 1966 uitgevoerd in Maastricht door vijf verenigde Belgische en Limburgse koren en solisten, begeleid door het Limburgs Symfonie Orkest; het geheel onder leiding van André Rieu sr.. Voor een Hasselts koor schreef hij in 1956 ook zijn Missa Valentina.
Rond die tijd begon eveneens zijn samenwerking met het Sint-Lievenskoor van Antwerpen, in die tijd een van de bekendste kinderkoren van het land, onder leiding van Jan Hellinckx. Voor hen schreef hij zijn Sint-Lievenscantate (1955).
Zijn artistiek eerherstel werd bezegeld toen hij door de BRT tot artistiek leider werd benoemd van een reeks concerten in het kader van de volkszangbeweging. Voor die concerten schreef hij ook veel orkestraties van liederen. Ook als dirigent trad hij weer op: van sommige van die BRT-concerten, op het Vlaams Nationaal Zangfeest en op de IJzerbedevaart. Maar het was vooral aan de compositie dat hij de laatste jaren van zijn leven wijdde.
Gaston Feremans stierf aan een hersenvliesontsteking op 11 februari 1964 in het Instituut Bunge (thans Instituut Born-Bunge) in Berchem. Hij ligt begraven op de Stedelijke Begraafplaats van Mechelen.

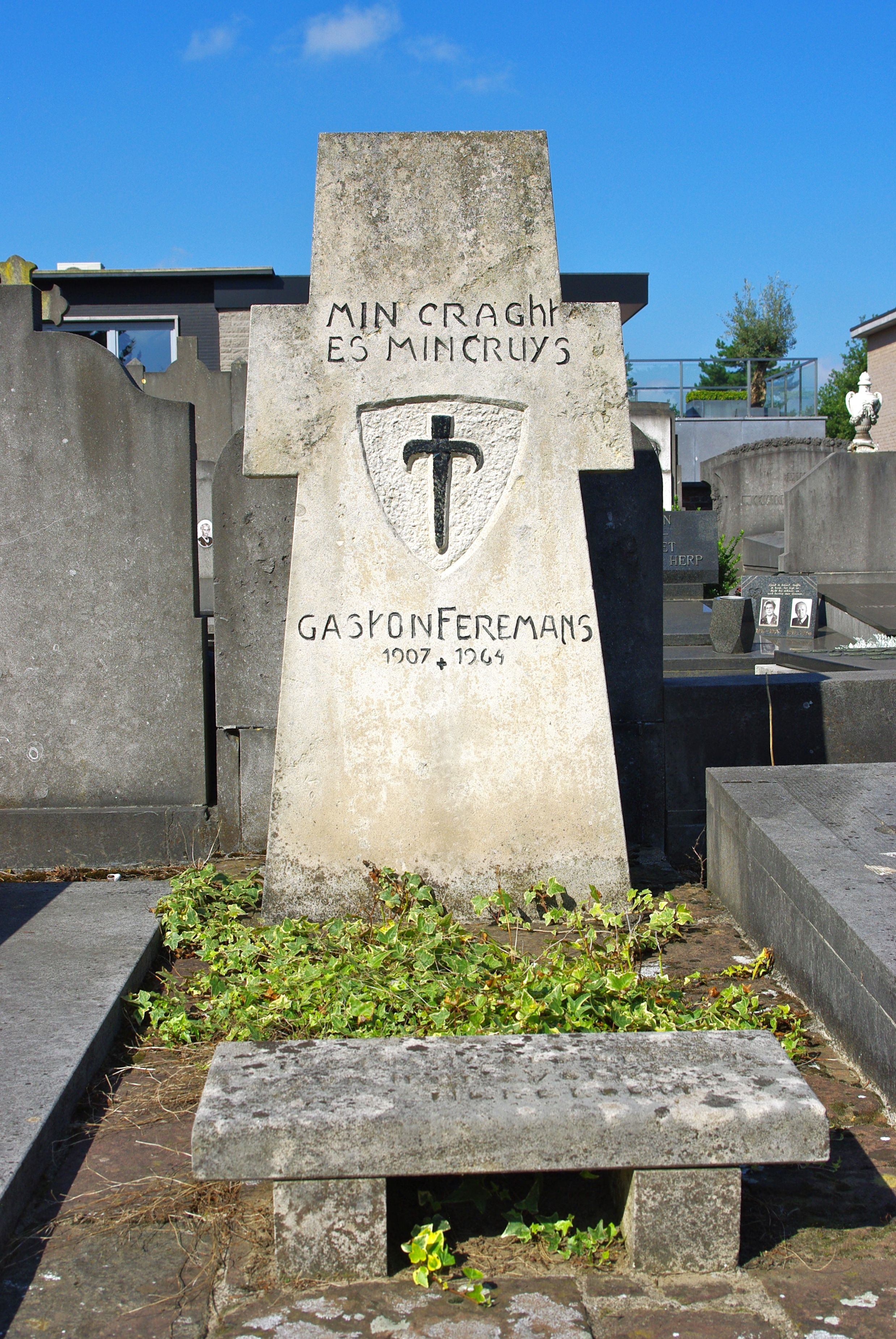
Graf van Gaston Feremans

### Enkele composities van de laatste jaren
Behalve de reeds genoemde werken schreef hij oorspronkelijke liederen; bewerkingen van liederen van hemzelf, van andere componisten, en van Oudnederlandse volksliederen; film- en toneelmuziek; koorwerken, waaronder een paar missen. En vooral zijn bekendste grote werk, dat hij schreef in opdracht van de stad Mechelen, het oratorium Het Bronzen Hart: Hulde aan Mechelen (1961). "Het Bronzen Hart" is de beiaard van de Sint-Romboutskathedraal en het werk huldigt de beiaard, de stad Mechelen en de beroemde Mechelse beiaardiers Jef Denyn en Staf Nees. Het oratorium is een achtdelige compositie voor sopraan, bariton, kinderkoor, gemengd koor, orkest en beiaard. Deel 7, "De Kunstenaar", is een fuga voor beiaard en orkest op de naam Staf Nees, waarvan Feremans in een brief aan Wiens Moens op 5 augustus 1961 schreef: "Er komt ook – en dat voor de eerste maal in de muziek-geschiedenis – een concerterende fuga voor beiaard en orkest in voor". "De Kunstenaar" werd bekroond met de Jef Denynprijs van de Koninklijke Beiaardschool Jef Denyn. Het werk is opgedragen aan Staf Nees, die de première dirigeerde op 17 september 1961. Ondanks de slechte omstandigheden – in de sfeerloze, akoestisch slechte Mechelse groentenhal, vlak bij een drukke spoorlijn, met een vooraf opgenomen beiaardpartij – was de creatie een groot succes. Een tweede uitvoering, in Brussel op 8 april 1962, werd gedirigeerd door Feremans zelf. Dit concert herdacht dat Jef Denyn 100 jaar daarvoor geboren werd, en het werd mede gesteund door het Ministerie van Nationale Opvoeding en Cultuur – ook officieel België erkende publiek zijn eerherstel.
Na Het Bronzen Hart bleef Feremans verder componeren; onder andere schreef hij nog:
- De Zevensprong, een suite van volksdansjes voor koor (opdrachtgever was het Angelakoor) en groot orkest; première op 29 september 1963 met het BRT-orkest onder leiding van Feremans zelf – zijn laatste openbaar concert.
- Van de VTB-VAB kreeg hij de opdracht een vijfdelige Geuzensymfonie voor soli, koor en orkest te componeren.
- Voor de 10e verjaardag van de dood van Mgr. Jules Van Nuffel kreeg hij van de BRT de opdracht diens voornaamste werken (dat zijn voornamelijk werken voor koor en orgel) te orkestreren.

De Geuzensymfonie bleef onvoltooid, en van de orkestraties van Van Nuffels werken liet Feremans enkel de orkestraties van Statuit en Kerstlied – Vredelied na.

## Nog wetenswaardig
- Zijn gehele leven had Feremans ernstige gezondheidsproblemen. Hij had levensbedreigende longontstekingen als knaap en in Aalst, en hij had zijn hele leven lang zwakke longen. Hij kwam vrij uit de gevangenis met een ernstige neurasthenie en een zware voetkwetsuur, die net niet tot amputatie leidde. Bovendien leefde hij niet gezond. Als Feremans werkte, putte hij zich vaak zo uit dat hij moest opgenomen worden, zoals in 1954 en in 1956, toen hij maandenlang verbleef in een sanatorium. En hij worstelde met een drankprobleem.
- Feremans beeldde zijn motto "Min cracht es min cruys" dikwijls af samen met een schild waarin een kruis staat. Zo staat het ook op zijn graf en (links onder) op de boven afgebeelde gedenkplaat. Dit motto is typisch voor deze diepgelovige en getormenteerde man, die zich zeer goed bewust was van zijn kunnen ("min cracht") én van de verantwoordelijkheid die zijn door God geschonken talent hem oplegde en die hij als verpletterend ("min cruys") ervoer.
- In 1996 werd de vzw Gaston Feremans Fonds opgericht, met als taak het beheren en bevorderen van het muzikale erfgoed van de componist. Het ontving in 2007 daarvoor de ANV-Visser Neerlandia-prijs. Maar in 2008 waren er praktisch geen activiteiten meer en het fonds werd op 28 oktober van dat jaar ontbonden. De activa, inclusief het archief, werden overgedragen aan het Peter Benoitfonds.[20]
- In Heverlee is er een Gaston Feremanslaan, en ring nr. 63 van de Marnixring, in Mechelen, is vernoemd naar Gaston Feremans.

## Werken
De "Algemene lijst der werken" in Meeuws 1966 bevat iets meer dan 21 dichtbedrukte bladzijden (157–178). Maar veel van Feremans' oeuvre is onuitgegeven; het is dus zeer waarschijnlijk dat deze lijst, ondanks zijn lengte, niet volledig is. De selectie hieronder volgt ruwweg de indeling van de lijst in Meeuws 1966, behalve dat enkele inconsequenties weggewerkt zijn.
- Symfonisch werk Symfonisch Poëma in memoriam César Franck (1935); Concerto grosso (1945–1953); Symfonie (1935–1936); Geuzensymfonie (1963–1964; onvoltooid).
- Oratoria Johannes de Doper (1934); Maria (1935–1937);
- Toneel- en filmmuziek 11 werken, waarvan de helft geschreven tussen 1957 en 1963; daaronder De Legende van O.-L.-V. van Hanswijck (1938) en Cavalcade (1963).
- Kamermuziek Intermezzo in oude stijl voor blaaskwartet (1940); Toccata, Cantileen en Rondo (1952); Poème élégiaque voor klaviertrio (1953; ook georkestreerd); Serenade voor klaviertrio (1954).
- Composities voor koperensemble: 11 werken, waarvan twee getiteld "Zes oproepen voor koperensemble"
- 6 beiaardcomposities [waaronder Fantasia (1951); Sonatine voor beiaard (1958)],[21] 3 orgelwerken, 4 pianocomposities.
- Gewijde vocale muziek Hierbij horen (a) cantates: Feestlied (1936), Gelegenheidscantate voor de Gustaaf Van Hoey-hulde (1937); Priester Daens-cantate 1939), Meivreugde (1940); Laudes Valentini (1955); Sint-Lievenscantate (1955) — (b) de oratoria: Johannes de Doper (1934); Maria (1935–1937); Het Bronzen Hart (1961) — (c) de missen Missa in honorem Sanctae Teresiae a Jesu Infante (1931); Missa Reginae Pacis (1940–1948); Missa recollectionis (1944); Missa Te Deum Laudamus (1945) en Missa Resurrectionis (1947); Missa Valentina (1956)] — (d) kortere geestelijke koorwerken, zoals O sacrum convivium (1931, herwerkt 1946), Pie Jesu Domine (1941), O gloriosa virginum (1944), Tota pulchra es (1946), Kerstleyse (1945), Christus vincit (1946); de bundel Ad laudandum Dominum (uitgegeven 1952) (daarin Improperium, Ave Maria en Tantum ergo), O salutaris hostia (1952) — (e)  geestelijke liederen met klavierbegeleiding, waarvan hij er een aantal bewerkte voor koor; onder andere Maria, scone vrouwe (1940), Het Angelus in Vlaanderen (1941), Maria Hagedoren (1952), In uw handen (1954), Kleine Jaarkrans van Geestelijke en Wereldlijke Liederen (1958)
- Profane vocale muziek (a) koorwerken, onder andere Klokke Roeland (1931), Gebed voor het Vaderland (1944), Hymne aan het Sint-Lievenskoor (1949), Schoon land, mijn land (1957) en de bundel Sneeuwtriptiek (1960) — (b) liederen met pianobegeleiding, waaronder de bundels Drie korte schetsen (1931) en Zingende Vendels Vooraan!  (1958); verder Mijn volk wordt groot (1939), Het Lied van Willem van Gulik (1941), Moederke (1947), Het huisje aan de Netedijk (1949) en Het peloton (1958). Ook hiervan bewerkte hij er een groot aantal voor koor.
- Bewerkingen van Oudnederlandse en andere liederen, waaronder een suite van zeven liederen van Emiel Hullebroeck (1943) voor gemengd koor, orkestbewerkingen van zes kerstliederen van Peter Cornelius en de bundels Zes oude Kerstliederen (1957) voor gemengd koor en De Zevensprong (1963) voor kinderkoor. Een typische bewerking van een bekend oud lied (uit ca. 1560) is Het Vendel (1941); van een modern kunstlied, de bewerking (1941) voor vierstemmig koor van Het Kerksken van te Lande (ca. 1918) van August De Boeck.
- Harmonisaties van 12 werken van evenzoveel componisten.
- Orkestraties van liederen. Meeuws 1966 somt op: 17 eigen liederen, 57 liederen van 19 andere componisten, en 16 Oudnederlandse volksliederen.

- International Standard Name Identifier: 0000 0001 0983 507X
- Library of Congress Control Number: n97080981
- MusicBrainz: bb73aa71-8a35-4149-98ff-2ffcb37e35d6
- Virtual International Authority File: 68217928
- WorldCat: E39PBJh8PWfWt8QtYbTkMgGfv3